# Hessische Uhrmacherschule
Die Hessische Uhrmacherschule (kurz: HUS) ist Meisterschule und Weiterbildungsschule für das Uhrmacherhandwerk.

## Geschichte
Die Schule wurde in Frankfurt am Main 1951 von Karl Geitz als Landesfachklasse der Uhrmacher an der Heinrich-Kleyer-Schule gegründet und unter schwierigen Bedingungen aufgebaut. Sie war eine Teilzeit-Berufsschule und führte für Hessische Handwerks- und Industriebetriebe den begleitenden Berufsschulunterricht durch.
Um die Bedingungen weiter zu verbessern und den Erfordernissen einer modernen Uhrmacherausbildung gerecht werden zu können, gründete der damalige Schulleiter Jürgen Jenschke zusammen mit Karl Geitz und einigen anderen Lehrern und Innungsmitgliedern den Förderkreis Hessische Uhrmacherschule (FHUS e. V.). Mithilfe des Förderkreises konnte eine moderne mechanische und elektronische Werkstattausrüstung beschafft werden, mit der alle Inhalte und Bereiche der heutigen Uhrmacherei abgedeckt werden können.
Die FHUS e. V. ist Träger der Meister- und Weiterbildungsschule, die der Berufsschule die Werkstattausrüstung zur Verfügung stellte. Im Gegenzug überließ die Berufsschule der Meisterschule die Räumlichkeiten zur Mitbenutzung für die Weiterbildung.
Diese Zusammenarbeit endete im Jahr 2003, als die Landesfachklasse Uhrmacher an der Berufsschule geschlossen wurde. Der Zweig Weiterbildung blieb jedoch erhalten, aber musste sich nach neuen Räumlichkeiten umschauen.
2004 zog die HUS in die Räume des Hauses „Rörshain“ im Freilichtmuseum Hessenpark. So entstand eine neue Kooperation zwischen dem Museum und der Schule, die alte Handwerkstradition und moderne Uhrentechnik miteinander verbindet. Das gegenüberliegende Haus aus Laubach beinhaltet eine Sammlung von Turmuhren.
Die Schule trägt zu Ehren ihres Gründers den Beinamen Karl-Geitz-Schule.

## Fortbildungslehrgänge
Die Hessische Uhrmacherschule bietet als einzige Uhrmacherschule in Deutschland berufsbegleitende Fortbildungslehrgänge an.

### Uhrmachermeister
Es werden Fortbildungslehrgänge in allen vier Teilbereichen der Meisterprüfung angeboten. Der vor Ort installierte Prüfungsausschuss kann die Meisterprüfung in allen Teilen abnehmen, so dass eine auswärtige Prüfung nicht notwendig ist.

### Geprüfter Restaurator im Uhrmacherhandwerk
Der Fortbildungslehrgang umfasst Themen der Kunst- und Kulturgeschichte, Denkmalpflege und Denkmalschutz sowie berufsspezifische Themenbereiche. Es werden praktische Unterweisungen bezüglich historischer Techniken vermittelt, die insgesamt die Bedeutung der Arbeit an historischen Objekten berücksichtigen.

## Uhrenseminare
Seit 1999 bietet die Schule sowohl für Uhrmacher als auch für Uhrenfreunde einige Aufbauseminare im Rahmen der Weiterbildung an. Die offene Einstellung unter dem Motto: „Weiterbildung für alle“, wurde von Karel M. Kolar geprägt und hat großes Interesse für den Uhrmacherberuf geweckt. Die Seminare finden am Wochenende statt, damit den berufstätigen Uhrmachern die Teilnahme ermöglicht wird.

## Das Gebäude
Die 1799 erbaute Zeigerichsmühle befindet sich seit 1986 im Freilichtmuseum Hessenpark in Neu-Anspach im Hochtaunuskreis. Durch diese Umsetzung konnte die zwischenzeitlich stark baufällig gewordene Mühle aus Rörshain als Baudenkmal erhalten werden. Das Haus wird heute als Hessische Uhrmacherschule genutzt.

## Uhrmacher im Hessenpark
Von August 2019 bis Ende 2024 befand sich im Gebäude der Hessischen Uhrmacherschule eine Fachwerkstatt für die Reparatur von Großuhren. Betreiber war Joshua Becker.